# Zehneria scabra
Zehneria scabra là một loài thực vật có hoa trong họ Cucurbitaceae. Loài này được Sond. miêu tả khoa học đầu tiên năm 1862.